# Pühalepa
Pühalepa era un comune rurale dell'Estonia nord-occidentale, nella contea di Hiiumaa. Nel 2017 Pühalepa si è fusa con tutti gli altri comuni di Hiiumaa per formare il nuovo comune rurale di Hiiumaa. Il centro amministrativo era la località (in estone küla) di Tempa, nell'est dell'isola di Hiiumaa.

## Località
Oltre al capoluogo, il comune comprende altre 46 località:
- Ala
- Aruküla
- Hagaste
- Harju
- Hausma
- Hellamaa
- Heltermaa
- Hiiessaare
- Hilleste
- Kalgi
- Kerema
- Kukka
- Kuri
- Kõlunõmme
- Leerimetsa
- Linnumäe
- Loja
- Lõbembe
- Lõpe
- Määvli
- Nõmba
- Nõmme
- Palade
- Paluküla
- Partsi
- Pilpaküla
- Prählamäe
- Puliste
- Pühalepa
- Reikama
- Sakla
- Salinõmme
- Sarve
- Soonlepa
- Suuremõisa
- Suuresadama
- Sääre
- Tammela
- Tareste
- Tubala
- Undama
- Vahtrepa
- Valipe
- Viilupi
- Vilivalla
- Värssu